# Tobias Svantesson
Tobias Svantesson (* 1. April 1963 in Malmö) ist ein ehemaliger schwedischer Tennisspieler.

## Karriere
Svantesson begann im Alter von sieben Jahren mit dem Tennissport. Er studierte in den Vereinigten Staaten und spielte für die Florida State University, die Oklahoma State University und das Flagler College. 1985 und 1986 war er Doppelmeister der National Association of Intercollegiate Athletics, 1986 zudem Meister im Einzel. In darauf folgenden Jahr wurde er Tennisprofi. 1988 erreichte er zusammen mit Mikael Pernfors das Halbfinale von Forest Hills und mit Libor Pimek das Halbfinale von Livingston. Sein größter Erfolg auf der ATP World Tour war in jenem Jahr der Einzug ins Viertelfinale von Scottsdale, in dem er gegen Mikael Pernfors glatt in zwei Sätzen unterlag. 1989 gewann er Doppeltitel in Nancy und in Charleston. In den 1990er Jahren spielte er vor allem auf der ATP Challenger Tour, auf der er sich zwischen 1990 und 1993 fünf Doppeltitel sichern konnte. Seine höchsten Notierungen in der Weltrangliste erreichte er 1988 mit Position 89 im Einzel sowie 1991 mit Platz 65 im Doppel.
Sein bestes Abschneiden bei einem Grand-Slam-Turnier war das Erreichen der zweiten Runde der French Open und der US Open im Jahr 1988. In der Doppelkonkurrenz erreichte er 1989 bei den Australian Open sowie 1992 bei den French Open jeweils das Achtelfinale. Darüber hinaus trat er bei den Australian Open, den French Open und in Wimbledon jeweils im Mixed an; er kam jedoch nie über die erste Runde hinaus.

## Erfolge
| Legende                       |
| Grand Slam                    |
| Tennis Masters Cup            |
| ATP Masters Series            |
| ATP International Series Gold |
| ATP International Series (2)  |

### Doppel
| Nr. | Datum        | Turnier    | Belag       | Partner         | Finalgegner                      | Ergebnis      |
| --- | ------------ | ---------- | ----------- | --------------- | -------------------------------- | ------------- |
| 1.  | 4. März 1989 | Nancy      | Teppich (i) | Udo Riglewski   | João Cunha e Silva Eduardo Masso | 6:4, 6:7, 7:6 |
| 2.  | 13. Mai 1989 | Charleston | Sand        | Mikael Pernfors | Agustín Moreno Jaime Yzaga       | 6:4, 4:6, 7:5 |